# Jukka Uunila

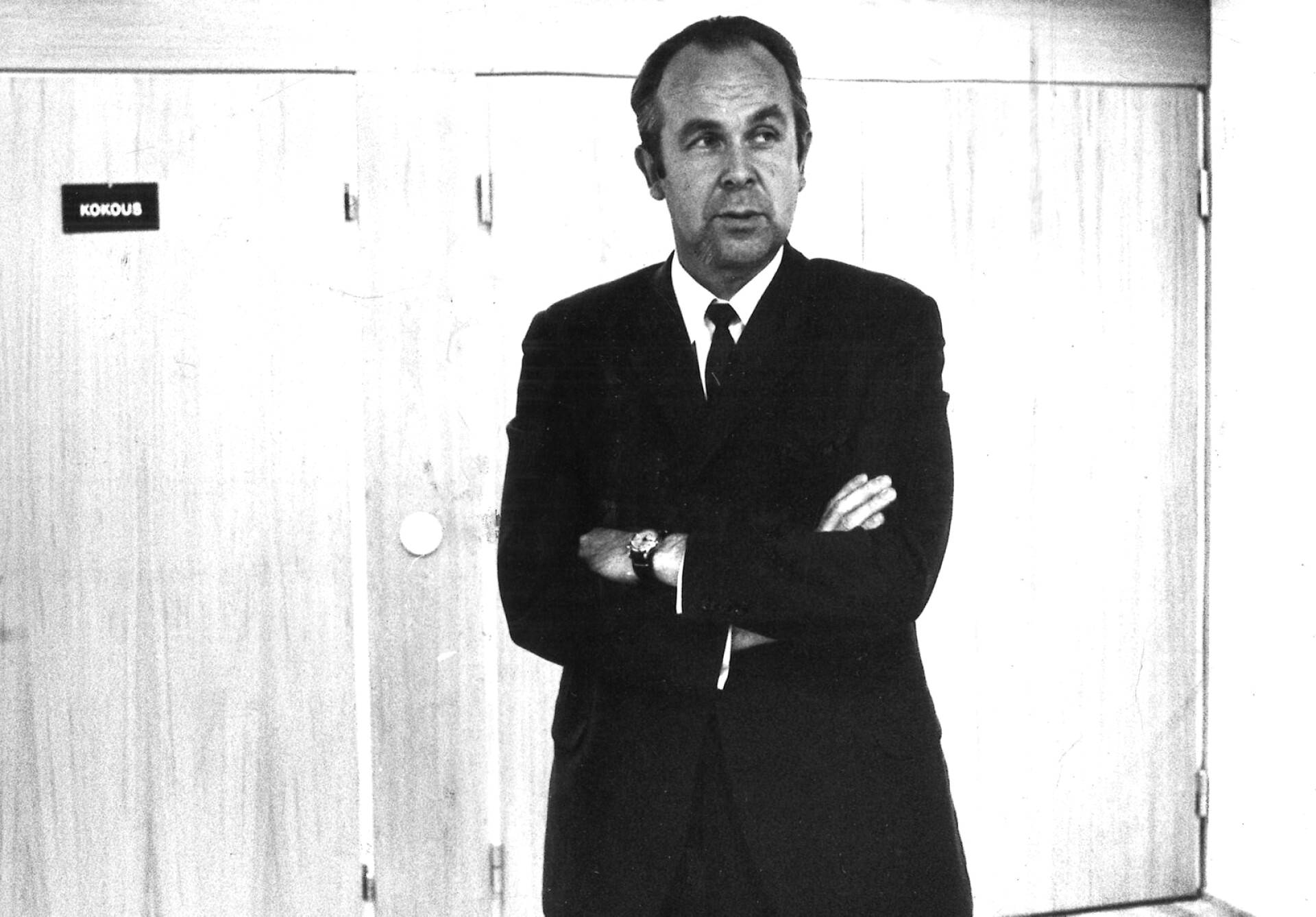
Jukka Uunila år 1972.

Ahti Juhani (Jukka) Uunila, född 4 juni 1923 i Himanka, död 22 november 2021 i Helsingfors, var en finländsk idrottsledare. 
Uunila utexaminerades 1946 från Vierumäki idrottsinstitut och genomgick 1949–1950 dess fortsättningskurs. Han var distrikts- och biträdande OS-tränare 1946–1948, varefter han 1949 valdes till chef för det nygrundade Kuortane idrottsinstitut, på vilken post han verkade till 1960. Efter några år som verkställande direktör för tidningsbolaget Ilkka Oy i Seinäjoki blev han 1962 verkställande direktör för Oy Veikkaus Ab:s tryckeri Kvartto och var 1973–1990 verkställande direktör för Oy Veikkaus Ab. 
Uunila var 1965–1974 ordförande för det nationella friidrottsförbundet SUL och 1969–1984 för Finlands olympiska kommitté samt 1984–1996 ordförande för olympiska delegationen. Han var ordförande i Finlands Riksidrottsförbund 1981–1993. Av andra poster kan nämnas överledarskapet för Finlands trupp vid OS i Mexico 1968. Han har under hela sin idrottsledarkarriär varit en kraftfull och bestämd person som energiskt stått i ledningen för Finlands idrott. Han tilldelades kommerseråds titel 1976, blev gymnastik-hedersdoktor 1982 och tilldelades Finlands idrotts stora förtjänstkors 1983.

### Uppslagsverk
- Björkman, Ingmar: Uunila, Jukka i Uppslagsverket Finland (webbupplaga, 2012). CC-BY-SA 4.0